# NGC 2945
NGC 2945 (również PGC 27418) – galaktyka eliptyczna (E-S0), znajdująca się w gwiazdozbiorze Hydry. Odkrył ją John Herschel 23 stycznia 1835 roku. Jest to galaktyka aktywna.